# Lucio Emilio Caro
Lucio Emilius Caro (en latín, Lucius Aemilius Carus) fue un senador romano del siglo II, que desarrolló su carrera política bajo los imperios de Adriano, Antonino Pío y Lucio Vero y Marco Aurelio.

## Orígenes y carrera política
Natural del Latium, adscrito a la tribu Camilia, conocemos su carrera política completa gracias a una inscripción  Las distintas etapas de su carrera, que completó en la primera mitad del siglo II, se conocen por una inscripción honoraria procedente de la propia Roma capital, fechada entre 172 y 177, erigida en su honor por Cayo Julio Eruciano Crispo como prefecto del Ala I Ulpia Dacorum, que se desarrolla de la siguiente forma:

L(ucio) Aemilio L(uci) f(ilio) Cam(ilia) Karo co(n)[s(uli)] 

leg(ato) Aug(usti) pr(o) pr(aetore) provinciae Cappadociae 

leg(ato) Aug(usti) pr(o) pr(aetore) censitori provinciae Lugdunensis 

leg(ato) Aug(usti) pr(o) pr(aetore) provinciae Arabiae 4

curatori viae Flaminiae leg(ato) leg(ionis) XXX U(lpiae) V(ictricis) 

praet(ori) trib(uno) pleb(is) quaest(ori) Aug(usti) 

trib(uno) militum leg(ionis) VIII Aug(ustae) 

trib(uno) militum leg(ionis) VIIII Hispanae 8

Xviro stlitib(us) iudic(andis) 

sodali Flaviali XVviro s(acris) f(aciundis)
 
C(aius) Iulius Erucianus Crispus praef(ectus) 

alae primae Ulpiae Dacorum 12

amico optimo

El primer cargo de Emilio Caro, como joven senador, fue el de Xvir stlitibus iudicandis, dentro del vigintivirato, para pasar hacia 121/122 a ser tribuno laticlavio de la Legio IX Hispana con base en la provincia romana de Britania y después fue trasladado con el mismo puesto a la Legio VIII Augusta en su campamento de Argentoratum (Estarsburgo, Francia) en la provincia Germania Superior. De vuelta a Roma, con los intervalos legales, fue sucesivamente cuestor, tribuno de la plebe y pretor.
Ya con rango pretorio, fue enviado como legatus legionis a la Legio XXX Ulpia Victrix, en su base de Vetera en Germania Inferior entre los años 136 y 138. De vuelta a Italia, entre 138 y 141, ya bajo Antonino Pío, fue curator de la via Flaminia, encargado de supervisar el mantenimiento de esta importante calzada romana. Inmeditamente después, entre los años 141 y 144, fue enviado como gobernador a la provincia Arabia.
Al terminar su mandato en Arabia, de regreso a Roma, fue nombrado cónsul sufecto para el nundinum de abril a junio de 144. Adquirido con ello el rango consular, fue enviado como gobernador a la provincia Lugdunense para realizar el censo, tal vez entre 145 y 146, y después como goberndor de la provincia Capadocia entre los años 148 y 151. Además, fue miembro de los colegios sacerdotales de Roma de los sodales Flaviales y de los XVviri scris facundis.

## Descendencia
Su hijo fue Lucio Emilio Caro, gobernador de la provincia de Tres Daciae entre 173 y 175.